# Tonya Mokelki
Tonya Mokelki (ur. 10 maja 1985) – kanadyjska siatkarka grająca jako przyjmująca. 
Obecnie występuje w drużynie SV Sinsheim.